# Ray Houghton
Raymond James „Ray“ Houghton [ˈhaʊtən] (* 9. Januar 1962 in Glasgow, Schottland) ist ein ehemaliger irischer Fußballspieler und Sportkommentator.
Der Mittelfeldspieler gehörte unter anderem der erfolgreichen Mannschaft des FC Liverpools Ende der 1980er Jahre an und spielte zudem 73 mal für die Nationalmannschaft Irlands. Houghton ist von kleiner untersetzter Statur und galt insbesondere beim FC Liverpool und der Nationalmannschaft als Spieler, der immer alles gab, und war bei den Fans gerade wegen seiner hohen Kampf- und Laufbereitschaft beliebt. Houghton zeigte gerade bei wichtigen Spielen auch durch entscheidende Torvorlagen und Tore – so mit den 1:0 Siegtoren bei den Spielen gegen England bei der EM '88 bzw. gegen Italien bei der WM '94 – seine besten Leistungen, neigte aber auch zu Übermotivation und übertriebener Härte.

## Laufbahn als Spieler
Houghton wurde als 17-Jähriger vom Londoner Club West Ham United verpflichtet, er kam jedoch nur zu einem Einsatz in der damaligen First Division (1982), bevor er zur Saison 1982/83 gerade in die aufgestiegenen Zweitligisten FC Fulham wechselte. 1985 wechselte er in damalige First Division zu Oxford United. Mit Oxford konnte er 1986 seinen ersten Titel erringen, den damals Milk Cup genannten englischen Ligapokal. Zum 3:0-Endspielsieg gegen die Queens Park Rangers steuerte Houghton ein Tor bei.
Ein Jahr später, im Oktober 1987, wechselte er zum FC Liverpool, er fügte sich schnell in die Mannschaft ein und wurde – hinter dem Angriff, bestehend aus Peter Beardsley, John Barnes und John Aldridge – Schlüsselspieler der Mannschaft, die mit je zwei englischen Meister- und Vizemeisterschaften in vier Jahren als eine der besten Mannschaften der Reds aller Zeiten gilt.
Nach fünf Jahren bei den Reds ging er zum damaligen Erstligisten Aston Villa. Mit diesem Club gewann er noch einmal den englischen Ligapokal, bevor er im Sommer 1995 zum abstiegsbedrohten Club Crystal Palace ging, dem er auch nach dem Abstieg nach der Saison 1995/96 noch zwei Jahre in der Zweitklassigkeit treu blieb. Innerhalb der damaligen zweitklassigen First Division wechselte er dann 1997 zum FC Reading, mit dem er jedoch zum Beginn der Saison 1998/99 in die drittklassige Second Division abstieg, er spielte noch eine Saison für Reading in dieser Liga.
Zum Ende seiner Laufbahn spielte er im Herbst 1999 noch einige wenige Spiele für den Fünftligisten Stevenage Borough FC bevor er seine aktive Laufbahn endgültig beschloss.

## Nationalmannschaft
Houghton konnte als gebürtiger Glasgower wegen seines irischen Vaters nach den Regeln zwischen den britischen Nationalmannschaften und der Auswahl der irischen Republik wählen, er entschied sich für die Irische. Im März 1986 kam er zum ersten Länderspieleinsatz gegen Wales in Dublin. Er wurde schnell Stammspieler und bis zu seinem Rücktritt 1997 folgten noch 72 weiter A-Länderspiele, darunter alle Spiele Irlands bei einer Europa- und zwei Weltmeisterschaften.
Bei der Europameisterschaft 1988 gelang Houghton im ersten Gruppenspiel das Tor zum 1:0-Sieg gegen die englische Fußballnationalmannschaft, was ihn in Irland zum Held machte. Bei der WM '90 war Houghton Stammkraft der irischen Auswahl, die erst im Viertelfinale und knapp mit 0:1 gegen Italien ausschied.
1994 in den Vereinigten Staaten trafen beide Mannschaften im ersten Spiel der Gruppenphase wieder aufeinander, und nun konnte Houghton das einzige Tor zum 1:0-Sieg über die Auswahl Italiens erzielen, der letztlich Irland die Teilnahme am Achtelfinale ermöglichte.

## Nach der aktiven Zeit
Nach seiner aktiven Zeit wurde Houghton Sportkommentator, zurzeit hauptsächlich im Fernsehprogramm der RTÉ. Daneben berät er seit 2002 die Computerspielefirma Sports Interactive bei der Entwicklung von Fußballmanagerspielen. 2002 war er kurzzeitig als möglicher neuer irischer Nationaltrainer im Gespräch.

## Erfolge
- Verein:
  - Englische Meisterschaften (2): FC Liverpool 1987/88, 1989/90
  - Englische Vizemeisterschaften (2): FC Liverpool 1988/89, 1990/91
  - FA-Cup-Sieger (2): FC Liverpool 1988/89, 1991/92
  - erfolglose FA-Cup-Finalteilnahme (1): FC Liverpool: 1987/88
  - League-Cup-Sieger (2): Oxford United 1985/86, Aston Villa 1992/93
- Nationalmannschaft:
  - Viertelfinale WM 1990
  - Achtelfinale WM 1994
  - Vorrunde EM 1988